# Harriet Hosmer
Harriet Hosmer (Watertown, 9 ottobre 1830 – Watertown, 21 febbraio 1908) è stata una scultrice statunitense nota per essere stata la prima scultrice professionista.

## Biografia
In giovanissima età perde madre e tre fratelli a causa della tubercolosi, il padre, medico, ritira l'unica figlia rimasta da scuola e la incoraggia alla pratica sportiva per irrobustire il fisico e Harriet si appassiona al canottaggio, all'equitazione e all'alpinismo (Mount Hosmer, in Iowa, è intitolato a lei). Harriet viene mandata a frequentare la "Sedgwick’s School for Young Ladies" a Lenox (Massachusetts) una scuola privata per ragazze di buona famiglia che incoraggiava l'indipendenza delle allieve.
Ancora giovanissima decide di diventare scultrice, dopo il diploma allestisce un proprio studio ma è frustrata dall'impossibilità dello studio dell'anatomia materia all'epoca riservata a studenti maschi. Incoraggiata dal padre e con l'aiuto di amici di famiglia si trasferisce a Saint Louis e inizia a frequentare delle lezioni private di anatomia presso il St. Louis medical college e a 22 anni, un anno dopo rientra a Watertown con un certificato di studio dell'anatomia, di fatto è la prima donna ad aver studiato in quella che poi, nel 1891, diventa la Washington University School of Medicine.
Nel 1852, accompagnata dal padre a da Charlotte Cushman, si reca a Roma dove inizia a lavorare nello studio dello scultore gallese John Gibson.

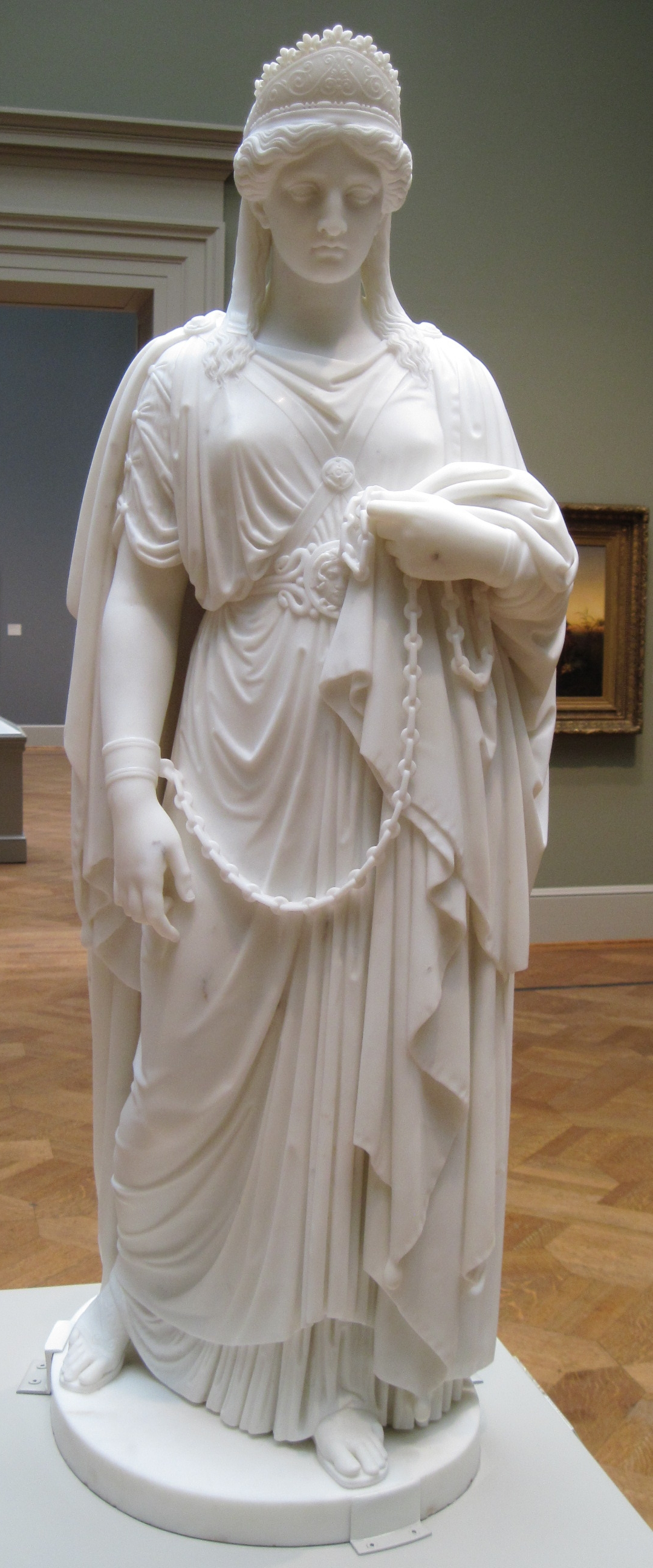
Zenobia regina di Palmira

La sua prima opera su commissione è del 1856, Enone, un anno dopo l'incarico della St. Louis Mercantile Library per una statua di Beatrice Cenci. Nel 1860 lo stato del Missouri le commissionò una statua di bronzo del senatore Thomas Hart Benton collocata nel 1868 presso il Lafayette Park, a St. Louis.
Nel 1862 espose a Londra quella che sarebbe diventata la sua opera più nota, una statua di Zenobia regina di Palmira in catene che riscosse grande successo, le vennero commissionati numerosi busti dello stesso soggetto. La raffigurazione di Zenobia era in netto contrasto con le tipiche sculture neoclassiche del XIX secolo di donne imprigionate o in schiavitù, solitamente nude e con capo abbassato. Zenobia è completamente vestita, a testa alta e tiene in mano le sue catene. Harriett, al contrario dei colleghi che preferivano figure mitologiche era molto attratta da figure femminili forti
Sir Benjamin Guinness nel 1865 acquistò il suo Sleeping Faun per la città di Dublino.